# Mugakuba
Mugakuba är ett vattendrag i Burundi.   Det ligger i provinsen Ngozi, i den norra delen av landet, 80 kilometer nordost om huvudstaden Bujumbura.
Omgivningarna runt Mugakuba är en mosaik av jordbruksmark och naturlig växtlighet. Runt Mugakuba är det tätbefolkat, med 427 invånare per kvadratkilometer.